# Of Monsters and Men
Of Monsters and Men là một ban nhạc indie folk/indie pop đến từ Iceland, được thành lập vào năm 2010. Các thành viên là ca sĩ/nghệ sĩ guitar Nanna Bryndís Hilmarsdóttir, ca sĩ/nghệ sĩ guitar  Ragnar "Raggi" Þórhallsson, nghệ sĩ guitar Brynjar Leifsson, tay trống Arnar Rosenkranz Hilmarsson và tay bass Kristjan Pall Kristjánsson. Ban nhạc đã thắng Giải thưởng Músíktilraunir vào năm 2010, một cuộc thi hàng năm của các ban nhạc ở Iceland. Năm 2011, Of Monsters and Men phát hành EP mang tên Into the Woods. Album đầu tay của ban nhạc My Head Is an Animal (2011), đạt vị trí số 1 tại Úc, Iceland, Ireland và US Rock and Alternative Charts, trong khi đạt vị trí cao nhất là thứ 6 trên bảng xếp hạng Billboard 200, số 3 ở Anh, và Top 20 bảng xếp hạng hầu hết châu Âu và Canada. Đĩa đơn đầu tiên "Little Talks" thành công trên toàn thế giới, đạt Top 10 trong hầu hết các bảng xếp hạng âm nhạc ở châu Âu, bao gồm cả số 1 tại Ireland và Iceland, và vị trí số 1 trên US Alternative Songs.
Of Monsters and Men đã giành chiến thánh tại European Border Breakers Awards 2013.

## Thành viên ban nhạc
Thành viên hiện tại
- Nanna Bryndís Hilmarsdóttir – hát chính, guitar acoustic (2010-nay)
- Ragnar Þórhallsson – hát chính, guitar acoustic (2010-nay)
- Brynjar Leifsson – lead guitar, guitar baritone, hát nền (2010-nay)
- Kristján Páll Kristjánsson – guitar bass, hát nền (2010-nay)
- Arnar Rósenkranz Hilmarsson – trống, nhạc cụ gõ, hát nền (2010-nay)

Cựu thành viên
- Árni Guðjónsson  – accordion, piano, organ, hát nền (2010–2012)

Thành viên lưu diễn
- Steingrimur Karl Teague – piano, hát nền (2012-nay)
- Ragnhildur Gunnarsdóttir – trumpet, accordion, keyboard và hát nền (2012-nay)

## Danh sách đĩa nhạc

### Album
| Nhan đề              | Chi tiết album | Vị trí xếp hạng cao nhất | Vị trí xếp hạng cao nhất | Vị trí xếp hạng cao nhất | Vị trí xếp hạng cao nhất | Vị trí xếp hạng cao nhất | Vị trí xếp hạng cao nhất | Vị trí xếp hạng cao nhất | Vị trí xếp hạng cao nhất | Vị trí xếp hạng cao nhất | Vị trí xếp hạng cao nhất | Vị trí xếp hạng cao nhất | Chứng nhận |
| Nhan đề              | Chi tiết album | AUS                      | AUT                      | BEL (Fla)                | BEL (Wal)                | CAN                      | GER                      | IRE                      | NL                       | NZ                       | US                       | UK                       | Chứng nhận |
| -------------------- | --- | ------------------------ | ------------------------ | ------------------------ | ------------------------ | ------------------------ | ------------------------ | ------------------------ | ------------------------ | ------------------------ | ------------------------ | ------------------------ | --- |
| My Head Is an Animal | - Phát hành: 20 tháng 9 năm, 2011 (Iceland) 3 tháng 4 năm, 2012 (Bắc Mỹ) 27 tháng 4 năm, 2012 (Châu Âu) - Nhãn đĩa: Republic Records - Định dạng: CD, tải nhạc số, Vinyl | 1                        | 17                       | 14                       | 45                       | 4                        | 4                        | 1                        | 5                        | 4                        | 6                        | 3                        | - ICE: 2 đĩa Bạch kim - CAN: Bạch kim - GER: Vàng - RIAA: Vàng - ARIA: Bạch kim - RIANZ: Bạch kim - BPI: Vàng - IRMA: Bạch kim |

### EP
| Nhan đề        | Chi đề                                                                                            | Vị trí xếp hạng cao nhất | Vị trí xếp hạng cao nhất |
| Nhan đề        | Chi đề                                                                                            | US                       | US Alt.                  |
| -------------- | ------------------------------------------------------------------------------------------------- | ------------------------ | ------------------------ |
| Into the Woods | - Phát hành: 20 tháng 12 năm, 2011 (Mỹ) - Nhãn đĩa: Republic Records - Định dạng: CD, tải nhạc số | 108                      | 18                       |

## Single
| Tiêu đề                                                       | Năm  | Vị trí xếp hạng cao nhất | Vị trí xếp hạng cao nhất | Vị trí xếp hạng cao nhất | Vị trí xếp hạng cao nhất | Vị trí xếp hạng cao nhất | Vị trí xếp hạng cao nhất | Vị trí xếp hạng cao nhất | Vị trí xếp hạng cao nhất | Vị trí xếp hạng cao nhất | Vị trí xếp hạng cao nhất | Vị trí xếp hạng cao nhất | Vị trí xếp hạng cao nhất | Chứng nhận                                                                                                | Album                |
| Tiêu đề                                                       | Năm  | ICE                      | AUS                      | AUT                      | BEL (Fla)                | CAN                      | GER                      | ITA                      | IRE                      | NZ                       | UK                       | US                       | US Alt.                  | Chứng nhận                                                                                                | Album                |
| ------------------------------------------------------------- | ---- | ------------------------ | ------------------------ | ------------------------ | ------------------------ | ------------------------ | ------------------------ | ------------------------ | ------------------------ | ------------------------ | ------------------------ | ------------------------ | ------------------------ | --- | -------------------- |
| "Little Talks"                                                | 2011 | 1                        | 7                        | 9                        | 3                        | 55                       | 5                        | 3                        | 1                        | 4                        | 12                       | 20                       | 1                        | - AUS: 5× Platinum - RIANZ: 2× Platinum - CAN: Platinum - GER: Platinum - ITA: Platinum - US: 2x Platinum | My Head Is an Animal |
| "Dirty Paws"                                                  | 2012 | 10                       | —                        | —                        | —                        | —                        | —                        | —                        | —                        | 35                       | —                        | —                        | —                        | | My Head Is an Animal |
| "Mountain Sound"                                              | 2012 | —                        | 29                       | —                        | 53                       | 69                       | —                        | —                        | 28                       | 22                       | 66                       | 103                      | 2                        | - AUS: Platinum - RIANZ: Gold                                                                             | My Head Is an Animal |
| "King and Lionheart"                                          | 2013 | 1                        | —                        | —                        | —                        | —                        | —                        | —                        | —                        | —                        | —                        | —                        | 17                       | | My Head Is an Animal |
| "—" denotes singles that were not released, or did not chart. |      |                          |                          |                          |                          |                          |                          |                          |                          |                          |                          |                          |                          | |                      |